# Jason Horton
Jason Horton (Ahoskie, 16 febbraio 1980) è un ex giocatore di football americano statunitense.

## Nella NFL
Pur non essendo stato scelto al Draft NFL, è ingaggiato dai Green Bay Packers per la stagione 2004. Nell'anno di debutto come rookie ha giocato 14 partite, nessuna da titolare, facendo 19 tackle di cui 15 da solo.
Nel 2º anno (stagione 2005) ha giocato 9 partite, nessuna da titolare, facendo 8 tackle di cui 6 da solo.
Nel 2006 è passato ai Texans senza mai giocare. E non ha giocato nemmeno nella stagione 2007.
Nella stagione 2008 è passato ai Chiefs ma è rimasto fuori per infortunio.
Il 17 marzo 2009 ha firmato per i Raiders che lo hanno rilasciato, infortunato, il 25 agosto.